# Alain Couture
Alain Couture est compositeur et interprète de la plupart des chansons de l'émission de télévision jeunesse québécoise Le Club Des 100 Watts : Interdit aux adultes (1988-1995), dont la chanson thème. 

## Chansons
1. Allume tes 100 watts
2. Gentils parents
3. Microbe'n'roll
4. C'est difficile
5. Martin Bibeau
6. T'es mon ami
7. Souris
8. Le vaisseau de Saturne
9. Le fantôme de l'opéra
10. Sacs à poux
11. J'ai pu peur...
12. Attention c'est dangereux
13. La police no 36

## Doublage
- Mulan : Ling (chant)
- La petite sirène 2 : Retour à la mer : Éric (chant)